# Linnégatan, Göteborg

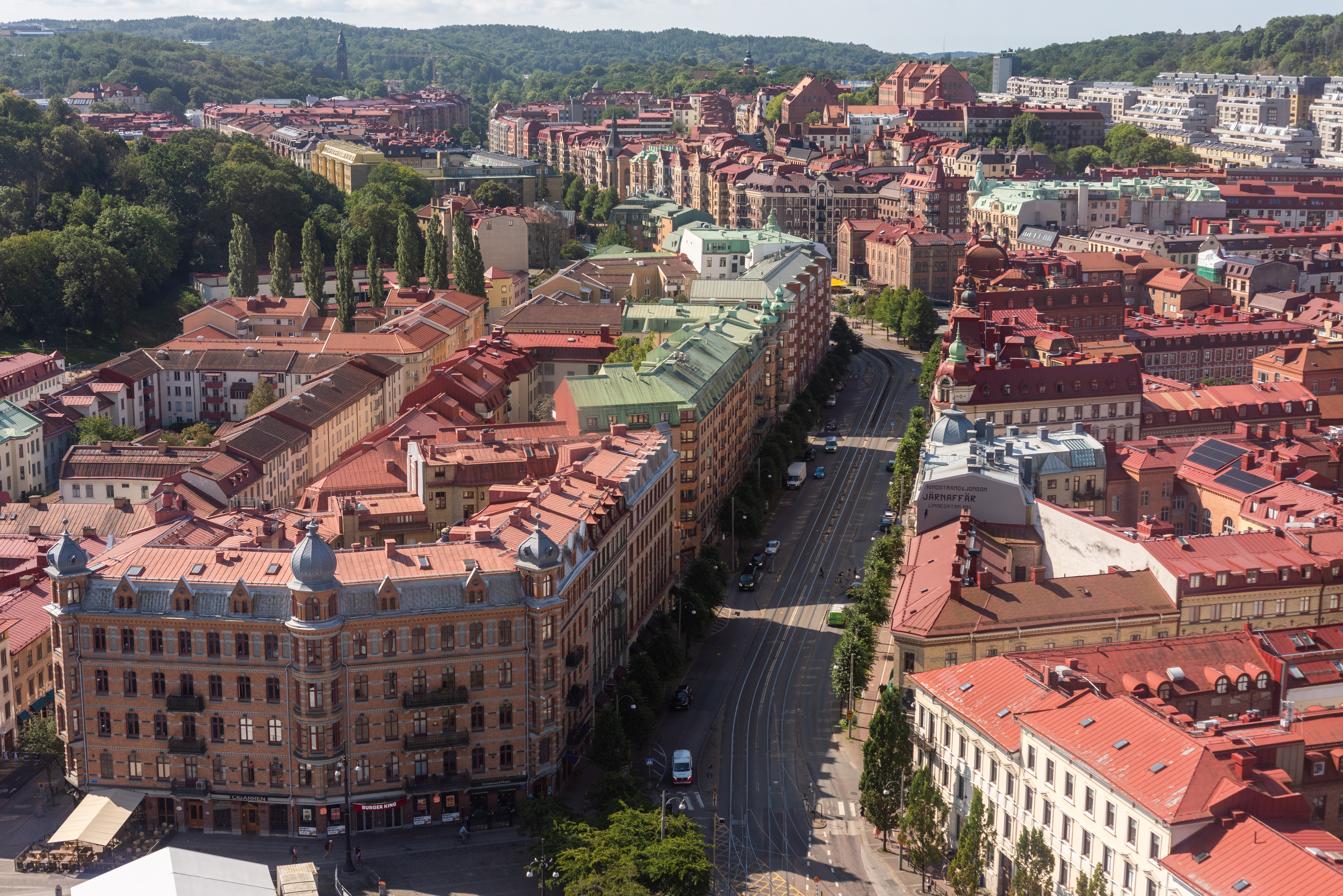
Linnegatan hela sträckning från Järntorget.

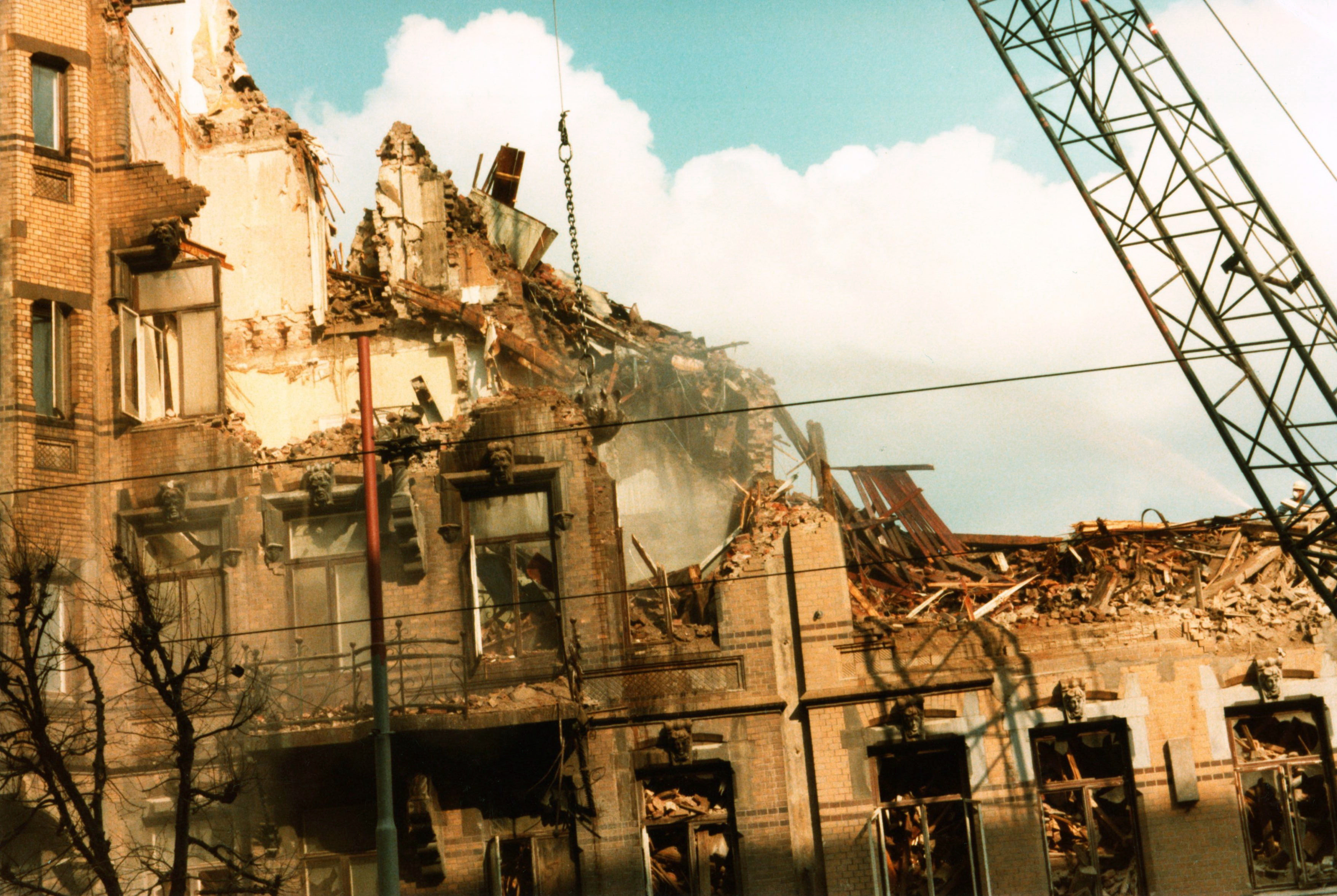
Rivning av Linnégatan 18-20 på 1970-talet.

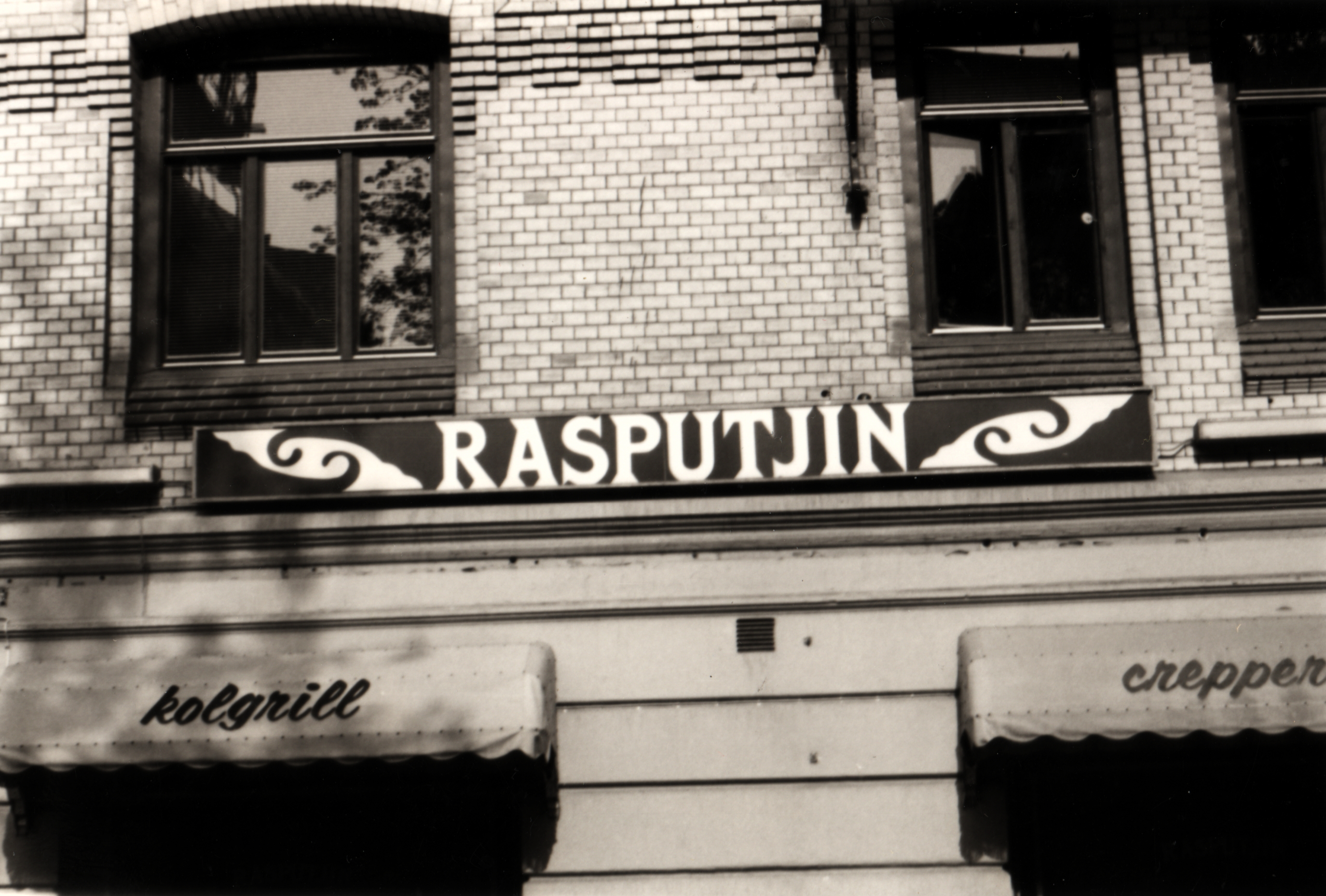
Rasputjin, Linnégatan 52, 1980

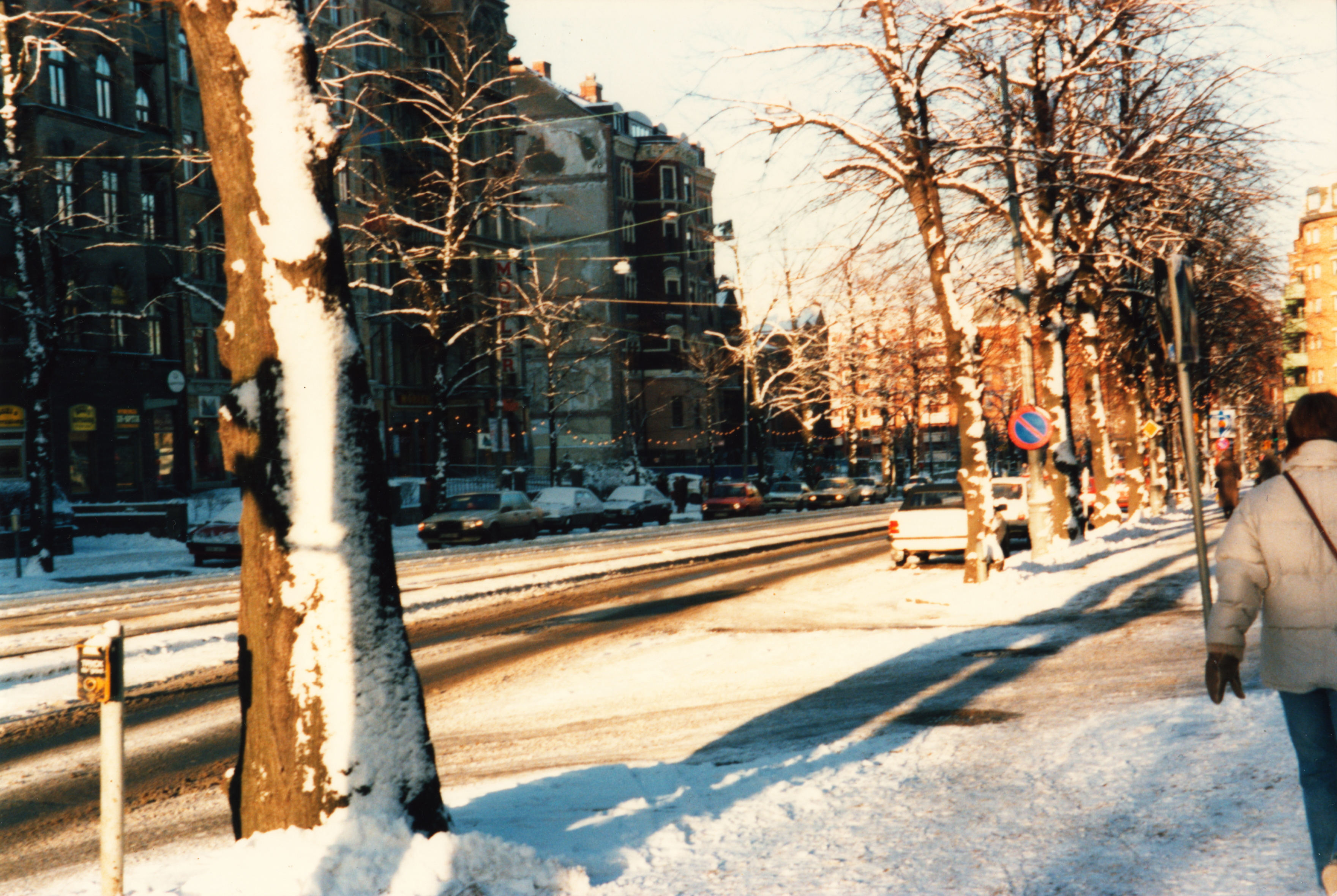
Linnégatan 52, vinter ca 1985

Linnégatan är en esplanad i stadsdelarna Haga, Kommendantsängen, Olivedal och Masthugget, i Göteborg som sträcker sig från Järntorget i nordost till Linnéplatsen (endast cirka 50 meter från Slottsskogen) i söder, en sträcka på cirka 980 meter. Utmed gatan ligger det i huvudsak flervånings bostadshus byggda i början av 1900-talet. Gatan är ett livligt kafé- och restaurangstråk. Även Hagabion ligger längs Linnégatan. Sänkan där Linnégatan går kallades på 1800-talet för Djupedalen.

## Historik
Namnet Linnégatan fastställdes 1882, och benämndes då i stadsfullmäktiges handlingar som "Nya gatan, eller Avenyen från Jerntorget till Slottsskogen". Men redan 1878 fastställdes gatans sträckning i stadsplanen, vilket därmed kan sägas vara dess "födelseår." Gatan har fått sitt namn efter Carl von Linné som besökte Göteborg år 1746 i samband med sin "Västgöta-resa". Från 1870 till 1882 hette gatans avsnitt mellan Järntorget och Tredje Långgatan för Första Tvärgatan.
Det var mycket tack vare grosshandlaren och markägaren Adolf W. Melin som gatan blev utlagd. Han bidrog med 50 000 kronor (ca 3,5 miljoner i dagens penningvärde) till gatans utläggning. Under 1890-talet lades gatan ut med trädkantade trottoarer, breda körbanor och en ridbana i mitten, som gick från Slottsskogen till Heden. Kring 1895 var Linnégatan inte bebyggd längre än till dåvarande Femte långgatan (Plantagegatan 1883).
Stadsdelen Olivedal domineras av Linnégatan. Husen längs gatan är ovanligt höga för Göteborg, vilket gör att gatan inte upplevs som särskilt bred. Många av husen längs gatan är från början av 1900-talet, men flera av de gamla husen revs i början av 1980-talet och ersattes av postmoderna hus av samma storlek, med viss inspiration av de gamla husen. I samband med inflyttningen i de nya husen blommade nöjeslivet upp på Linnégatan. Gatan är känd för sina många restauranger och kaféer. De tidigare förträdgårdarna används nu till stora uteserveringar, vissa av dem permanenta.
Där Linnégatan nu dragits fram rann tidigare en bäck som hette Djupedalsbäcken, eller "Råttebäcken" i folkmun. Vattnet hade sitt ursprung i Finnsmossen eller "Näcken" i Änggårdsbergen, och rann via fågeldammarna i Linnégatans riktning mot älven. Namnet Djupedalsbäcken kommer av den tidigare, närbelägna fastigheten Djupedalen på Kommendantsängen. Äldsta kända namnet på vattendraget är Ryssbäcken (1624), senare Rydsbäcken, Slottsskogsbäcken eller Frigångsbäcken. Det var det vattendrag som rann genom Slottsskogen och fyllde fågeldammarna utefter dåvarande Karlsrogatan med vatten. Bäcken tog sig fram genom en nivåskillnad på 12 meter mellan Linnégatan och Järntorget. I slutet av år 1878 beslutades att Djupedalsbäcken skulle fyllas igen och att vattnet skulle ledas bort genom en dubbel 3 x 4,5 fot och 1 300 fot lång kulvert, som skulle mynna ut i Göta älv vid Östra Järnvågshamnen (nordväst om Järntorget). I tidningen Göteborgs-Posten kunde man den 18 juli 1879 läsa:
| ”                                 | Arbetet med bäckens uttappning och den förstnämnda kulvertens byggande är sedan någon tid nu i full gång. Från Järntorget skall framdeles en större allégata dragas inom en del av det område kulverten kommer att upptaga ut till Slottsskogsparken | „ |
| – Göteborgs-Posten, 18 juli 1879, | |   |

År 1900 anlades "Velocipedbanor" (cykelbanor) i Linnégatan, till en kostnad av 1 595 kronor.
Spårvägslinjen på Linnégatan, mellan Järntorget och Linnéplatsen, öppnades för trafik 27 oktober 1902 som en del av den dagens invigning av Göteborgs elektriska spårvägar i hela dess dåvarande utsträckning.  Inledningsvis var det sju spårvagnshållplatser längs gatan men numera är de reducerade till Järntorget, Prinsgatan, Olivedalsgatan och Linnéplatsen.
Linnégatans gasljus, ersattes den 15 oktober 1924 av elektrisk gatubelysning.
Där Landsvägsgatan mynnar ut i Linnégatan fick Ernst Jungen 1986 en plats uppkallad efter sig. Han var överlärare i Nordhemsskolan och stadsfullmäktiges ordförande under åren 1934—1962. 
Viktoriaskolan, uppförd 1875—1877 (arkitekt V Adler, byggmästare A Pehrsson), är gatans äldsta byggnad (dock med adress Nordhemsgatan 32). Skolan upphörde 1975, och sedan flera år inryms här Hagabion, alternativ handel med varor från u-länder med flera verksamheter.
Linnégatan har många byggnadstorn, där det största är Linnéakyrkans. Helgedomen uppfördes efter ritningar av arkitekt Gustaf Elliot och invigdes den 20 november 1903 för Baptistförsamlingen, och i januari 1971 hölls sista gudstjänsten. Numera heter det Linnéahuset och verksamheten är inriktad på rehabilitering av ungdomar med drogproblem. Gatans enda träbyggnad är Villa Ideborg vid nummer 32. Huset från 1898 är i stabilt kärnvirke och av kommunen föreslaget bli byggnadsminne.